# Habla del valle del Alto Aller
El habla del alto Aller es un dialecto del asturiano central que está presente en la parte alta del concejo de Aller (Asturias). Fue estudiado exhaustivamente por el filólogo Lorenzo Rodríguez Castellano en su obra La variedad dialectal del Alto Aller. Se estima en unas 12 mil el número de personas que hablan esta variedad.
El habla del alto Aller tres subvariantes ramas:
1.º Rama del Mera, se habla en las localidades de Collanzo, Llamas, Cuérigo, Casomera,  Río Aller y Villar.
2.º Rama del San Isidro, se habla en Felechosa, Cuevas, El Pino, La Raya y el mismo puerto San Isidro.
3.º Rama del Nigru: Nembra

## Características
Con respecto al asturiano general son significativos los siguientes rasgos:
1) Metafonía
| Asturiano              | Alto Aller              | Español                 |
| ---------------------- | ----------------------- | ----------------------- |
| gatu, sentáu, gochu... | guetu, sentéu, guchu... | gato, sentado, cerdo... |

2) Che vaqueira (realización prepalatal, africada y sonora del fonema asturiano /ʎ/)
| Asturiano    | Alto Aller    | Español |
| ------------ | ------------- | ------- |
| llobu [ʎoβu] | ḷḷubu [ɖʐuβu] | lobo    |

3) Plurales -as/-an
Baitsan 'bailan', casas, etc.
4) Reducción de diptongos ei > e, ou > o
vega, cosa, etc.

## Muestra textual
Xuan pasaba tol retu al tchéu del hermenu p'ayudalu, tres hores d'angustia, Xurde moriría pola nueche.
Col muirtu nel fíritru, fízose una procesión fasta yegar al Quempusentu.
- Datos: Q13147157